# El Pedregal (Arequipa)
El Pedregal es una localidad peruana, capital del distrito de Majes, ubicado en la provincia de Caylloma, en el departamento de Arequipa. Se encuentra a una altitud de 1410 m s. n. m. Tenía una población de 2573 hab. en 1993.

## Clima
| Parámetros climáticos promedio de El Pedregal | Parámetros climáticos promedio de El Pedregal | Parámetros climáticos promedio de El Pedregal | Parámetros climáticos promedio de El Pedregal | Parámetros climáticos promedio de El Pedregal | Parámetros climáticos promedio de El Pedregal | Parámetros climáticos promedio de El Pedregal | Parámetros climáticos promedio de El Pedregal | Parámetros climáticos promedio de El Pedregal | Parámetros climáticos promedio de El Pedregal | Parámetros climáticos promedio de El Pedregal | Parámetros climáticos promedio de El Pedregal | Parámetros climáticos promedio de El Pedregal | Parámetros climáticos promedio de El Pedregal |
| Mes                                           | Ene.                                          | Feb.                                          | Mar.                                          | Abr.                                          | May.                                          | Jun.                                          | Jul.                                          | Ago.                                          | Sep.                                          | Oct.                                          | Nov.                                          | Dic.                                          | Anual                                         |
| --------------------------------------------- | --------------------------------------------- | --------------------------------------------- | --------------------------------------------- | --------------------------------------------- | --------------------------------------------- | --------------------------------------------- | --------------------------------------------- | --------------------------------------------- | --------------------------------------------- | --------------------------------------------- | --------------------------------------------- | --------------------------------------------- | --------------------------------------------- |
| Temp. media (°C)                              | 20.4                                          | 20.3                                          | 20.1                                          | 19.5                                          | 19                                            | 17.4                                          | 17.7                                          | 17.7                                          | 18.8                                          | 19.4                                          | 19.5                                          | 19.5                                          | 19.1                                          |
| Temp. mín. media (°C)                         | 14.1                                          | 14.1                                          | 13.6                                          | 12.7                                          | 11.8                                          | 9.8                                           | 10.1                                          | 9.8                                           | 11.2                                          | 11.9                                          | 12.2                                          | 12.7                                          | 12                                            |
| Fuente: climate-data.org                      |                                               |                                               |                                               |                                               |                                               |                                               |                                               |                                               |                                               |                                               |                                               |                                               |                                               |